# Jennie Thompson
Jennie Thompson (Wichita Falls, 29 de julho de 1981) é uma ex-ginasta estadunidense, que competiu em provas de ginástica artística.
Thompson fez parte da equipe estadunidense que disputou os Jogos Pan-americanos de Winnipeg, no Canadá. Neles, foi membro da seleção vice-campeã por equipes. Individualmente, conquistou ainda uma medalha, de bronze, no concurso geral, em prova vencida pela compatriota Morgan White.